# Het Rotterdam Project
Het Rotterdam Project is een Nederlands televisieprogramma van RTL 4 dat wordt gepresenteerd door Beau van Erven Dorens. De eerste aflevering werd uitgezonden op 30 oktober 2018.
Het programma is een vervolg op The Amsterdam Project, waarin vijf daklozen worden gevolgd en ondersteund om hun leven weer op de rit te krijgen. De hulp die wordt geboden, is onder andere een bankpas met daarop € 10.000 en hulpverleners die dag en nacht bereikbaar zijn.